# Тюбіз
Тюбіз (нід. Tubeke [ˈtybeːkə]) — місто та муніципалітет Валлонії, розташоване в бельгійській провінції Валлонський Брабант. На 1 січня 2006 року загальна кількість населення Тюбіза становила 22 335 осіб. Загальна площа 32,66 км2, що дає щільність населення 684 мешканців на км2.
Муніципалітет включає райони Клабек, Оаскерк, Сент і Тюбіз. Місто, що межує з Фландрією, є домом для меншості голландськомовних.